# Conacul Gălățeanu din Urziceni
Conacul Gălățeanu este un monument istoric situat în municipiul Urziceni, județul Ialomița. Este situat în Str. Regele Ferdinand nr. 10. Clădirea a fost construită în anul 1931. Figurează pe noua listă a monumentelor istorice sub codul LMI: IL-II-m-B-14168.